# الدوار (فلم)
الدوار (بالإنجليزية: Vertigo) أحد روائع المخرج الراحل ألفريد هتشكوك، صدر عام 1958، تدور أحداث الفيلم في اطار نفسى وغموض.
بداية الفيلم عن أحد مفتشى البوليس جيمس ستيوارت الذي يقدم استقالتة من العمل بعد تسببة في مقتل أحد زملائة بسبب انه يعانى من مرض نفسي هو دوار أو دوخة الخوف من المرتفعات، تصل هذة المعلومة إلى أحد اصدقاء الدراسة القدامى والذي يستغلها في التخلص من زوجتة.

## القصة
بعد مطاردة على سطح أحد المنازل، حيث سقط رجل شرطة حتى توفي، يتقاعد المحقق جون «سكوتي» فيرغسون من سان فرانسيسكو خوفًا من المرتفعات والدوار. يحاول سكوتي التغلب على خوفه، لكن خطيبته السابقة، مصممة الملابس الداخلية مارجوري وود، تقول إن صدمة عاطفية شديدة أخرى قد تكون العلاج الوحيد.
يطلب جافين إلستر، أحد معارف سكوتي من الكلية، أن يتبع زوجته مادلين، مدعيا أن حالتها العقلية كانت غير طبيعية ويعتقد أنها ممسوسة بروح جدتها الكبرى لأمها كارلوتا فالديس، التي هجرها عشيقها وماتت في يأس، في نفس عمرها، قبل قرن من الزمان. ويمكن أن تعرضها للخطر. يوافق سكوتي على مضض ويتبع مادلين إلى بائع زهور حيث تشتري باقة زهور. يشاهدها وهي تدخل فندق ماكيتريك، ولكنه يبحث عنها ولا يجدها هناك.
مادلين تذهب للتأمل عند قبر جدتها. تقضي ساعات طويلة في المتحف، أمام صورة مرسومة لكارلوتا. مادلين بنفس تسريحة شعر جدتها، ومجوهراتها العصرية استأجرت غرفة في المنزل الذي توفت فيه جدتها، والذي أصبح الآن فندقًا.
ذات يوم، حاولت مادلين أن تلقي بنفسها في خليج سان فرانسيسكو. لكن سكوتي ينقذها من الغرق ويعيدها إلى المنزل. لكن نتيجة نوبة اكتئاب جديدة، تذهب مادلين إلى قمة برج الكنيسة وتلقي بنفسها لتلقي مصرعها. تجري محاكمة، يتم من خلالها تبرئة سكوتي وجافين.
بعد دخوله المستشفى بسبب انهيار عصبي، يعود سكوتي إلى الأماكن التي كان يتردد عليها مع مادلين. يعتقد أنه يراها في كل مكان. ثم يلتقي جودي؛ فتاة ذات شعر أحمر. يتقرب منها ويبدأ علاقة معها. يحاول سكوتي تحويلها إلى مادلين: يشتري لها نفس البدلة ويجعلها تصبغ شعرها الأشقر.
في إحدى الأمسيات عندما كان سكوتي وجودي على وشك الخروج، ربطت جودي عقدًا حول عنقها حيث تعرف سكوتي على الجوهرة التي ترتديها كارلوتا على صورة المتحف. أدرك فجأة أنه كان ضحية مؤامرة. أراد غافن التخلص من زوجة سكوتي الشرعية والتي كان علي علاقة معها. استأجر جودي، لتلعب دور زوجتة المكتئبة. بعد كسر رقبة مادلين، حمل جسدها الهامد إلى برج الكنيسة. عندما وصلت جودي إلى القمة بمفردها، ألقى جثة مادلين لتزوير انتحار سيشهده سكوتي. ثم طلب من جودي أن تختفي، واشترى صمتها مقابل مبلغ من المال. لكنه عرض عليها، قلادة كارلوتا.
يأخذ سكوتي جودي إلى الكنيسة حيث يُزعم أن مادلين انتحرت. بعد التغلب على دواره، قادها إلى قمة برج الكنيسة ليجعلها تعترف بالخداع. لكن تندفع جودي فجأة للخلف وتسقط بطريق الخطأ حتى وفاتها.

## طاقم التمثيل
- جيمس ستيوارت في دور جون «سكوتي» فيرجسون
- كيم نوفاك بدور جودي بارتون ومادلين إلستر
- باربرا بيل غيدس بدور مارجوري وود
- توم هيلمور في دور جافين إلستر
- هنري جونز في دور طبيب شرعي
- ريمون بيلي في دور طبيب سكوتي
- إلين كوربي مديرة فندق ماكيتريك
- كونستانتين شاين صاحب مكتبة بوب ليبل
- لي باتريك بصفته مالك السيارة مخطئًا لمادلين

## الإنتاج

### التطوير
سيناريو الفيلم هو اقتباس من الرواية الفرنسية الأحياء والموتى لبيير بويلو وتوماس نارجاك. اهتمام هيتشكوك بالرواية يعني أن شركة باراماونت بيكتشرز أمرت بعمل ملخص عن الرواية الأصلية في عام 1954، قبل أن تتم ترجمته إلى الإنجليزية.
في الرواية، لم يتم الكشف عن تورط جودي في وفاة مادلين حتى الخاتمة. في مرحلة السيناريو، اقترح هيتشكوك الكشف عن السر خلال الفيلم، حتى يفهم الجمهور معضلة جودي العقلية. بعد المعاينة الأولى، لم يكن هيتشكوك متأكدًا مما إذا كان سيحتفظ بـ «مشهد كتابة الرسائل» أم لا. في النهاية قرر إزالته. شعر هربرت كولمان، المنتج المساعد للفيلم أن الإزالة كانت خطأ. ومع ذلك، أصر هيتشكوك علي إزالة المشهد. أجرى كولمان التعديلات اللازمة على مضض. عندما علم رئيس باراماونت بارني بالإبان عن ذلك: كان صريحًا بشأن التعديلات وأمر هيتشكوك بـ «إعادة المشهد إلى ما كانت عليه». ونتيجة لذلك، ظل «مشهد كتابة الخطابات» في الفيلم النهائي.

### إختيار طاقم التمثيل
كان من المقرر في الأصل أن تلعب فيرا مايلز دور مادلين. بعد التأخيرات، بما في ذلك إصابة هيتشكوك بمشاكل في المرارة، أصبحت مايلز حاملًا وبالتالي اضطرت إلى الانسحاب من الدور. رفض المخرج تأجيل إطلاق الفيلم واختار كيم نوفاك دور البطولة.

### السيناريو
شارك ثلاثة كتاب سيناريو في كتابة الفيلم. استأجر هيتشكوك في الأصل الكاتب المسرحي ماكسويل أندرسون لكتابة سيناريو، لكنه رفض عمله. وفقًا لتشارلز بار في دراسته المخصصة للفيلم، "كان أندرسون الأكبر سنًا (68 عام) [من بين المؤلفين الثلاثة المشاركين]، والأكثر شهرة لعمله المسرحي والأقل التزامًا بالسينما، على الرغم من أنه كان لديه نص الفيلم السابق لهيتشكوك الرجل الخطأ.
النسخة الثانية، التي كتبها أليك كوبل، رفُضت مرة أخرى. تمت كتابة السيناريو النهائي بواسطة ألبرت تايلور، الذي أوصى به هيتشكوك بسبب معرفته بسان فرانسيسكو. من بين إبداعات تايلور شخصية ميدج. حاول تايلور الحصول على الفضل وحيداً في السيناريو، لكن كوبل اعترض في نقابة كتاب السيناريو، التي قررت أن كلا المؤلفين يستحقان الفضل في الذكر، لكن أندرسون خرج من اعتمادات كتابة الفيلم.

## وصلات خارجية
- مقالات تستعمل روابط فنية بلا صلة مع ويكي بيانات
- الموقع الرسمي ل (Universal Studios Entertainment)